# Zawodzie (Krosno)
Zawodzie – część miasta Krosno, także jednostka pomocnicza gminy (dzielnica)
Zawodzie położone jest za rzeką Wisłok w północnej części miasta. Dzielnica obejmuje teren tzw. Przedmieścia Górnego, gdzie w X w. istniała najstarsza część miasta Krosna. Według legendy w tym miejscu odpoczywał św. Wojciech w trakcie podróży z Pragi do Gniezna. W czasie badań wykopaliskowych znaleziono Krzyżyk metalowy z X w.
Dominuje tu zabudowa jednorodzinna. W tej dzielnicy znajdują się ogródki działkowe, a także park miejski. Przy ul. Prochownia zlokalizowane są: urząd stanu cywilnego, żłobek miejski, przedszkole oraz szkoła podstawowa, przy ul. Korczyńskiej – Wojewódzki Szpital Podkarpacki im. Jana Pawła II. 
W dzielnicy Zawodzie znajduje się kilka zabytków Krosna: kościół św. Wojciecha (poświęcony w 1460 r.), pałac Dunikowskiego (obecnie budynek urzędu stanu cywilnego), cmentarz żydowski ze zbiorową mogiłą pomordowanych w czasie II wojny światowej, upamiętnione tablicą na obelisku miejsce rozstrzeliwań dokonywanych przez hitlerowców na mieszkańcach Krosna (w parku).
Na Zawodziu, na wzgórzu przy ul. Zielonej, warto odwiedzić kościół Matki Bożej Częstochowskiej, a w jego pobliżu szyby naftowe i zamknięte odwierty solanek. Za parkiem, na szczycie wzgórza, znajduje się stacja meteorologiczna.
Przez Zawodzie przebiega szlak turystyczny na Prządki i do ruin zamku „Kamieniec” w Odrzykoniu.
W roku 2019 liczba mieszkańców dzielnicy wyniosła 3 411.